# Marie Jean Pierre Hubert de Cambacérès
Pour les autres membres de cette famille, voir Famille de Cambacérès et pour les homonymes, voir Cambacérès (homonymie).
Marie Jean Pierre Hubert de Cambacérès, 1er duc de Cambacérès et 2e baron de Cambacérès et de l'Empire (Solingen, 20 septembre 1798 - Paris, 12 juillet 1881) est un homme politique et militaire français.

## Biographie

### Vie privée
Il est le neveu de l'archichancelier Jean-Jacques-Régis de Cambacérès, 1er duc de Cambacérès (1754-1824).
Il est le fils du général baron de Cambacérès (1778-1826) et d'Anne Karsch (1777-1853). 

### Vie publique
Il est admis en 1812 parmi les pages de l'Empereur, il est nommé sous-lieutenant de chasseurs à cheval en 1814, sous la première Restauration, et suit l'empereur pendant les Cent-Jours, jusqu'à la bataille de Waterloo. 
Il est fait prisonnier en portant un ordre au maréchal Ney, il est remis en liberté peu après, donne sa démission, étudie le droit sur le conseil de son oncle et s'inscrit en 1823 au barreau de Paris, quoique piètre juriste. Des papiers laissés par l'archichancelier lui valent un procès de quatre ans contre l'État, qu'il remporte
Après la révolution de Juillet 1830, il est réélu quatre fois capitaine dans la 10e légion de la garde nationale. Réputé charitable, les journaux rapportent ses œuvres de bienfaisance. Membre du Conseil général de la Seine, il est fait pair de France par Louis-Philippe le 11 septembre 1835, pour la notoriété de son nom. Pair sans envergure, il se borne à soutenir les derniers ministères de la monarchie de Juillet.
Brièvement mis en retraite par la Révolution française de 1848, son nom lié à l'histoire napoléonienne lui permet de tirer parti du coup d'État bonapartiste du 2 décembre 1851. Rapidement membre de la commission consultative au lendemain, il est fait sénateur dès le 26 janvier 1852. Élevé au titre de duc le 11 mai 1857 sur réversion du titre de son oncle, il participe au rétablissement de l'Empire en tant que grand maître des cérémonies de la maison de l'Empereur. Là encore très effacé, il opine à toutes les propositions du régime.
Acquéreur en 1832 du vaste domaine de Mignaux, à Verrières-le-Buisson, il est conseiller municipal de cette commune de Seine-et-Oise de 1846 à 1879. Inhumé avec son épouse dans le cimetière du village, dont une avenue porte aujourd'hui son nom. La débâcle de 1870 entraîne la chute du Second Empire et avec elle la déchéance de ses fonctions nationales.

## Famille
Il épouse, le 5 novembre 1818, Louise Anne Alexandrine Thibon (1800-1883), fille de Louis Thibon, 1er baron Thibon et de l'Empire et de Louise Lucie Despagne. Ils n'ont pas d'enfants.

## Distinctions

### Décorations françaises
- Grand officier de la Légion d'honneur (décret du 30 décembre 1855)[2].
  -  Commandeur de la Légion d'honneur (décret du 30 août 1854)
  -  Officier de la Légion d'honneur (décret du 11 août 1850)
  -  Chevalier de la Légion d'honneur (décret du 27 avril 1845)